# César Rueda
César Rueda Gonzalo, né le 4 septembre 1924 à Barcelone et mort le 31 octobre 1991 à L'Hospitalet de Llobregat (province de Barcelone, Espagne), est un footballeur espagnol qui jouait au poste de milieu de terrain reconverti en entraîneur.

## Biographie
César Rueda se forme dans les catégories inférieures du FC Barcelone à partir de 1942.
En 1943, il rejoint l'équipe première. Il débute en match officiel avec le Barça le 3 décembre 1944 lors de la 11e journée de championnat face au Valence CF (victoire 1 à 0).
Lors de la saison 1945-1946, il est prêté au CF Badalona. Lors de la saison 1948-1949, il est de nouveau prêté, au CE Sabadell.
Rueda quitte le Barça au terme de la saison 1949-1950 après avoir joué un total de 94 matches (dont seulement 7 officiels). Il rejoint alors le Gimnàstic de Tarragone où il reste pendant trois saisons (1950-1953).
Il joue ensuite avec l'UE Sant Andreu de 1953 à 1957. C'est là qu'il met un terme à sa carrière de joueur. Dès 1957, il devient entraîneur de l'UE Sant Andreu.
Le bilan de César Rueda dans les championnats professionnels espagnols (première et deuxième division), s'élève à 57 matchs joués, pour 15 buts marqués. Il réalise sa meilleure performance lors de la saison 1951-1952, où il inscrit 12 buts en deuxième division.

## Palmarès
Avec le FC Barcelone :
- Champion d'Espagne en 1945 et 1948
- Vainqueur de la Copa de Oro en 1945